# Agenská
Agenská (Prunus domestica 'Agenská', čti: Ažanská) je ovocný strom, kultivar druhu slivoň z čeledi růžovitých. Nese plody s fialovou slupkou, ojíněné, aromatické, vhodné pro konzum i na zpracování. Dužnina jde hůř od pecky. Plody zrají v polovině září. Bývá řazena mezi pološvestky.

## Další názvy
- Agenská švestka. [1]
- Wegierka z Ažan
- Ažanská slíva[2]

## Původ
Byla vypěstována ve Francii,v okolí města Agen. Podle jiného zdroje ji do Francie přivezli benediktýni, kteří ji získali na křížových výpravách.

## Vlastnosti
Růst bujný později střední. Je velmi plodná, plodí až třetím rokem od výsadby  docela pravidelně. Odrůda je nejistě samosprašná, vhodný opylovač je např. Althanova renklóda, Anna Späth, Viktorie, Zelená renklóda. Agenská je poměrně odolná odrůda vůči mrazu, ale je vhodná spíše do teplých poloh a živných propustných půd. Sklizeň nastává druhý týden v září.

## Plod
Plod podlouhlý, velký. Slupka fialová, ojíněná. Dužnina velmi sladká.

## Choroby a škůdci
Za vlhkého počasí praská.